# Red Hat Enterprise Linux
Red Hat Enterprise Linux (RHEL) là một bản phân phối Linux được phát triển bởi Red Hat và mục tiêu hướng tới thị trường thương mại. Red Hat Enterprise Linux được phát hành cho các phiên bản máy chủ x86, x86-64, Itanium, PowerPC và IBM System z, và các phiên bản máy tính để bàn cho x86 và x86-64. Tất cả các hỗ trợ chính thức, đào tạo và các trung tâm Chương trình chứng nhận Red Hat của Reahat đều trên nền tảng Red Hat Enterprise Linux. Red Hat Enterprise Linux thường được viết tắt là RHEL, tuy nhiên điều này không phải là chính thức.
Phiên bản đầu tiên của Red Hat Enterprise Linux phân phối ra thị trường được mang tên "Red Hat Linux Advanced Server". Năm 2003 Red Hat đổi thương hiệu Red Hat Linux Advanced Server thành "Red Hat Enterprise Linux AS", và bổ sung thêm hai biến thể, Red Hat Enterprise Linux ES và Red Hat Enterprise Linux WS.
Trong khi Red Hat sử dụng các quy định nghiêm ngặt về thương hiệu để hạn chế các bản rebuild của các phiên bản được hỗ trợ chính thức của Red Hat Enterprise Linux, Red Hat cung cấp mã nguồn của các bản phát hành phần mềm miễn phí, cho cả phần mềm có giấy phép phát hành miễn phí và phần mềm mã nguồn mở. và kết quả là, nhiều nhà phân phối đã tạo ra thương hiệu và/hoặc cộng đồng hỗ trợ tái xây dựng Red Hat Enterprise Linux có hiệu lực pháp lý có thể được thực hiện có sẵn, mà không có sự hỗ trợ chính thức của Red Hat.

## Biến thể
Cũng có những phiên bản "đào tạo" của các phiên bản máy tính để bàn và máy chủ. Chúng được cung cấp cho các trường học và sinh viên, ít tốn kém, và được cung cấp cùng các hỗ trợ công nghệ từ Red Hat như một tùy chọn mở rộng. Hỗ trợ web dựa trên số lượng khách hàng địa chỉ liên lạc có thể được mua riêng.
Người ta thường cho xây dựng thương hiệu ES và AS tương ứng với "Entry-level Server" và "Advanced Server". Lý do cho điều này là rằng các sản phẩm ES là sản phẩm cơ bản cho các máy chủ của doanh nghiệp, trong khi AS là sản phẩm tiên tiến hơn. Tuy nhiên, không có nơi nào trên trang web hoặc các tài liệu của Red Hat có nói về AS, ES và WS.
Trong Red Hat Enterprise Linux 5 có thêm phiên bản mới bên cạnh các phiên bản cũ Red Hat Enterprise Linux AS/ES/WS/Desktop:
- Red Hat Enterprise Linux Advanced Platform (bản AS cũ)
- Red Hat Enterprise Linux (former ES) (giới hạn 2 CPU)
- Red Hat Enterprise Linux Desktop with Workstation và tùy chọn Multi-OS
- Red Hat Enterprise Linux Desktop with tùy chọn Workstation (WS cũ)
- Red Hat Enterprise Linux Desktop with Multi-OS option
- Red Hat Enterprise Linux Desktop (Desktop cũ)

Red Hat cũng công bố phiên bản Red Hat Global Desktop Linux "cho thị trường mới nổi".
RHEL 4, 3,và bản phát hành trước đó có bốn biến thể:
- Red Hat Enterprise Linux AS for mission-critical/enterprise computer system.
- Red Hat Enterprise Linux ES cho các máy chủ mạng hỗ trợ
- Red Hat Enterprise Linux WS cho máy tính để bàn doanh nghiệp sử dụng sức mạnh kỹ thuật cho điện toán hiệu năng cao
- Red Hat Desktop cho các triển khai nhiều đơn người dùng máy tính để bàn cho doanh nghiệp

## Quan hệ phân phối miễn phí và cộng đồng
Ban đầu, Red Hat bán các hỗ trợ cho các phiên bản của Red Hat Linux (Red Hat Linux 6.2E là một phiên bản của Red Hat Linux 6.2 với các mức hỗ trợ khác nhau.)
Bắt đầu từ RHEL 2.1 AS vào 2002, Red Hat đã bán phiên bản đầu tiên của RHE. Nó được dựa trên Red Hat Linux, nhưng sử dụng một chu kỳ phát hành thận trọng hơn nhiều. Các phiên bản sau này bao gồm công nghệ từ Red Hat tài trợ cộng đồng phân phối dự án Fedora. Red Hat Enterprise Linux phát hành theo lịch không giống của Fedora (khoảng 6 tháng cho mỗi phiên bản) nhưng là thận trọng hơn (2 năm hoặc nhiều hơn).
Fedora phục vụ như upstream cho phiên bản tương lai của RHEL. Cây RHEL được chia nhánh khỏi repository của Fedora, và phát hành sau khi tương đối ổn định và nỗ lực đảm bảo chất lượng. Ví dụ, RHEL 6 đã bị chia nhánh từ Fedora vào cuối năm 2009 (Khoảng thời gian phát hành Fedora 12) và phát hành nhiều hoặc ít hơn với Fedora 14. Bởi thời gian RHEL 6 phát hành, nhiều tính năng của Fedora 13 and 14 đã có backported cho chúng. Dự án Fedora liệt kê các dòng sau cho bản phát hành Red Hat Enterprise trở lên:
- Red Hat Linux 6.2 → Red Hat Linux 6.2E
- Red Hat Linux 7.2 → Red Hat Enterprise Linux 2.1
- Red Hat Linux 9 → Red Hat Enterprise Linux 3
- Fedora Core 3 → Red Hat Enterprise Linux 4
- Fedora Core 6 → Red Hat Enterprise Linux 5
- Fedora 12, 13 → Red Hat Enterprise Linux 6[7]

Ngoài ra, dự án Fedora bao gồm các gói mở rộng cho Enterprise Linux (EPEL) một cộng đồng cung cấp thiết lập các gói cho RHEL đi vượt ra ngoài những cái Red Hat lựa chọn để đưa vào phân phối được hỗ trợ của nó.
"Fedora và Red Hat Enterprise Linux là mã nguồn mở. Fedora là một dự án cộng đồng và phân phối miễn phí là upstream cho Red Hat Enterprise Linux. Fedora là một hệ thống chung mục đích cung cấp cho Red Hat và phần còn lại của cộng đồng của nó đóng góp cơ hội để nhanh chóng đổi mới với công nghệ. Red Hat Enterprise Linux là một hệ điều hành doanh nghiệp thương mại đã thiết lập riêng giai đoạn thử nghiệm của mình bao gồm các bản phát hành alpha và phiên bản beta riêng biệt và khác biệt với hoạt động phát triển Fedora."

## Rebuild
Ban đầu, các sản phẩm cho doanh nghiệp của Red Hat, thường được biết đến với tên gọi Red Hat Linux, được cung cấp miễn phí cho tất cả nhửng ai muốn tải nó về, trong khi Red Hat lấy tiền từ những hỗ trợ. Red Hat sau đó đã tách dòng sản phẩm của mình thành Red Hat Enterprise Linux với thiết kế ổn định và hỗ trợ lâu dài dành cho người dùng doanh nghiệp và 'Fedora' như là một bản phân phối cộng đồng và dự án được tài trợ bởi Red Hat. Sử dụng thương hiệu nhằm ngăn chặn các bản sao chép nguyên văn của Red Hat Enterprise Linux.
Từ khi Red Hat Enterprise Linux dự hoàn toàn vào phần mềm tự do/mã nguồn mở, Red Hat đã công bố mã nguồn hoàn thiện của bản phân phối dành cho doanh nghiệp của mình đến tất cả những ai muốn có nó thông qua trang FTP của họ. Theo đó, một số nhóm đã lấy mã nguồn và biên dịch thành phiên bản riêng của Red Hat Enterprise Linux, thường thay đổi duy nhất là loại bỏ các tài liệu tham khảo có liên quan đến thương hiệu của Red Hat và trỏ hệ thống cập nhật đến các máy chủ không Red Hat. Các nhóm đã thực hiện việc này bao gồm CentOS (bản phân phối Linux phổ biến thứ 8 vào tháng 11/2011), Oracle Linux, Scientific Linux, White Box Enterprise Linux, StartCom Enterprise Linux, Pie Box Enterprise Linux, X/OS, Lineox, và XBAS của Bull cho các máy tính hiệu năng cao. Tất cả cung cấp một cơ chế miễn phí cho áp dụng bản cập nhật mà không phải trả một khoản phí dịch vụ cho nhà phân phối.
Các bản rebuild của Red Hat Enterprise Linux là miễn phí nhưng không nhận được bất kỳ dịch vụ hỗ trợ thương mại hoặc tư vấn nào từ Red Hat và không có bất kỳ xác nhận nào về phần mềm, phần cứng và an ninh. Ngoài ra, rebuild không nhận được quyền truy cập vào các dịch vụ của Red Hat như Red Hat Network.
Bất thường, Red Hat đã xáo trộn các thay đổi của họ tới Linux kernel của phiên bản 6,0 không cung cấp công khai các bản vá của họ trong các mã nguồn tarball, và chỉ cung cấp các sản phẩm hoàn thiện ở dạng form. Có ý kiến suy đoán cho rằng động thái này đã được thực hiện để gây ảnh hưởng đến các bản rebuild và các dịch vụ hỗ trợ làm thay đổi hoạt động phân phối của đối thủ Oracle. Tuy nhiên, thực tế việc này vẫn tuân theo GNU GPL từ khi mã nguồn được định nghĩa là "[các] hình thức ưa thích của tác phẩm khi sửa đổi nó", và bản phân phối còn phù hợp với định nghĩa này. Brian Stevens, CTO của Red Hat sau đó đã xác nhận sự thay đổi, ông nói rằng một số thông tin nhất định (ví dụ như thông tin về các bản vá lỗi) chỉ được cung cấp cho những khách hàng trả tiền để làm cho các sản phẩm của Red Hat cạnh tranh hơn so với số lượng ngày càng tăng của các công ty cung cấp các hỗ trợ cho các sản phẩm dựa trên RHEL. Những nhà phát triển CentOS đã không phản đối sự thay đổi kể từ khi họ không thực hiện bất kỳ thay đổi cho nhân vượt quá những gì được cung cấp bởi Red Hat.

## Sản phẩm thương mại bằng cách sử dụng nó
Một số nhà cung cấp thương mại sử dụng Red Hat Enterprise Linux như là một cơ sở cho hệ thống hoạt động trong các sản phẩm của họ. Hai trong số những nổi tiếng nhất là bàn điều khiển hệ thống điều hành Console trong VMware ESX Server và Oracle Linux respin.

## Lịch sử phiên bản
- Red Hat Enterprise Linux 2.1 AS (Pensacola), 2002-03-26. Uses Linux 2.4.9-e.3[13]
  - Update 1, 2003-02-14 (kernel 2.4.9-e.12)[13]
  - Update 2, 2003-05-29 (kernel 2.4.9-e.24)[13]
  - Update 3, 2003-12-19 (kernel 2.4.9-e.34)[13]
  - Update 4, 2004-04-21 (kernel 2.4.9-e.40)[13]
  - Update 5, 2004-08-18 (kernel 2.4.9-e.49)[13]
  - Update 6, 2004-12-13 (kernel 2.4.9-e.57)[13]
  - Update 7, 2005-04-28[14]
- Red Hat Enterprise Linux 2.1 ES (Panama), May 2003[cần dẫn nguồn]
- Red Hat Enterprise Linux 3 (Taroon), 2003-10-22. Uses Linux 2.4.21-4[13]
  - Update 1, 2004-01-16 (kernel 2.4.21-9)[13]
  - Update 2, 2004-05-12 (kernel 2.4.21-15)[13]
  - Update 3, 2004-09-03 (kernel 2.4.21-20)[13]
  - Update 4, 2004-12-12 (kernel 2.4.21-27)[13]
  - Update 5, 2005-05-18 (kernel 2.4.21-32)[13]
  - Update 6, 2005-09-28 (kernel 2.4.21-37)[13]
  - Update 7, 2006-03-17 (kernel 2.4.21-40)[13]
  - Update 8, 2006-07-20 (kernel 2.4.21-47)[13]
  - Update 9, 2007-06-15 (kernel 2.4.21-50)[13]
- Red Hat Enterprise Linux 4 (Nahant), 2005-02-15. Dùng Linux kernel 2.6.9-5[13]
  - 4.1, cũng được gọi là Update 1, 2005-06-08 (kernel 2.6.9-11)[13]
  - 4.2, cũng được gọi là Update 2, 2005-10-05 (kernel 2.6.9-22)[13]
  - 4.3, cũng được gọi là Update 3, 2006-03-12 (kernel 2.6.9-34)[13]
  - 4.4, cũng được gọi là Update 4, 2006-08-10 (kernel 2.6.9-42)[13]
  - 4.5, cũng được gọi là Update 5, 2007-05-01 (kernel 2.6.9-55)[13]
  - 4.6, cũng được gọi là Update 6, 2007-11-15 (kernel 2.6.9-67)[13]
  - 4.7, cũng được gọi là Update 7, 2008-07-29 (kernel 2.6.9-78)[13]
  - 4.8, cũng được gọi là Update 8, 2009-05-19 (kernel 2.6.9-89)[13]
  - 4.9, cũng được gọi là Update 9, 2011-02-16 (kernel 2.6.9-100)[13]
- Red Hat Enterprise Linux 5 (Tikanga), 14/3/2007. Dùng Linux kernel 2.6.18-8[13]
  - 5.1, cũng được gọi là Update 1, 7/11/2007 (kernel 2.6.18-53)[13]
  - 5.2, cũng được gọi là Update 2, 21/5/2008 (kernel 2.6.18-92)[13]
  - 5.3, cũng được gọi là Update 3, 20/1/2009 (kernel 2.6.18-128)[13]
  - 5.4, cũng được gọi là Update 4, 2/9/2009 (kernel 2.6.18-164)[13]
  - 5.5, cũng được gọi là Update 5, 30/3/2010 (kernel 2.6.18-194)[13]
  - 5.6, cũng được gọi là Update 6, 13/1/2011 (kernel 2.6.18-238)[13]
  - 5.7, cũng được gọi là Update 7, 21/7/2011 (kernel 2.6.18-274)[13]
  - 5.8, cũng được gọi là Update 8, 20/2/2012 (kernel 2.6.18-308)[13]
- Red Hat Enterprise Linux 6 (Santiago), 11/10/2010 dùng Linux kernel 2.6.32-71[13]
  - 6.1 cũng được gọi là Update 1, 19/5/2011 (kernel 2.6.32-131)[13]
  - 6.2 cũng được gọi là Update 2, 6/12/2011 (kernel 2.6.32-220)[13]

### Vòng đời phát triển
Red Hat Enterprise Linux 5 và 6 chia sẻ vòng đời nhiều chu kỳ hỗ trợ 13 năm, trong khi đó phiên bản 3 và 4 chia sẻ vòng đời 10 năm. Trong năm và một năm rưỡi đầu tiên của chu kỳ cuộc sống ("sản xuất 1 "), có hỗ trợ đầy đủ, phần mềm và driver được cập nhật. Trong giai đoạn sau này, sự hỗ trợ và Cập Nhật bị dần giảm, với chỉ những cập nhật quan trọng và bảo mật liên quan đến sửa lỗi được cung cấp cho khách hàng trả tiền cho hỗ trợ trong ba năm qua ("vòng đời mở rộng").
| Phiên bản                    | Ngày phát hành               | Ngày hết hạn hỗ trợ |
| ---------------------------- | ---------------------------- | --- |
| Red Hat Enterprise Linux 2.1 | 26/3/2002 (AS) 1/5/2003 (ES) | 31/5/2009 |
| Red Hat Enterprise Linux 3   | 23/10/2003                   | 20/7/2006 (Ngừng phát triển 1) 30/6/2007 (Ngừng phát triển 2) 31/10/2010 (Ngừng phát triển/ Kết thúc chu kỳ phát triển thường xuyên) 30/1/2014 (Hết chu kỳ hỗ trợ)  |
| Red Hat Enterprise Linux 4   | 14/2/2005                    | 31/3/2009 (Ngừng phát triển 1) 31/3/2011 (Ngừng phát triển 2) 29/2/2012 (Ngừng phát triển 3/ Kết thúc chu kỳ phát triển thường xuyên) 29/2/2015 (Hết chu kỳ hỗ trợ) |
| Red Hat Enterprise Linux 5   | 2007-03-15                   | Q4 2012 (Ngừng phát triển 1) Q1 2014 (Ngừng phát triển 2) 2017-03-31 (Ngừng phát triển 3 / Kết thúc chu kỳ phát triển thường xuyên) 2020-03-31 (Hết chu kỳ hỗ trợ)  |
| Red Hat Enterprise Linux 6   | 2010-11-10                   | Q2 2016 (Ngừng phát triển 1) Q2 2017 (Ngừng phát triển 2) 2020-11-30 (Ngừng phát triển 3 / Kết thúc chu kỳ phát triển thường xuyên) 2023-11-30 (Hết chu kỳ hỗ trợ)  |
| Red Hat Enterprise Linux 7   | ?                            | ? |

Ghi chú: Một phiên bản ngoài của chu kỳ sống bình thường của nó bình thường sẽ không được hỗ trợ, nhưng vẫn có thể nhận được những sự hỗ trợ thông qua Red Hat khi phát hành vẫn trong Vòng đời mở rộng của nó thông qua một thuê bao tiện ích, Extended Life Cycle Support.